# 藍湖國家公園
藍湖國家公園（Blue Lagoon National Park）是非洲中部國家贊比亞的國家公園，位於該國中央省，距離首都盧薩卡100公里，佔地約500公里，野生動物有驢羚、斑馬、水牛等。
15°27′S 27°22′E / 15.450°S 27.367°E